# Vicente Viegas
Vicente Viegas foi um nobre e Cavaleiro medieval do Reino de Portugal, foi o 3.º senhor do Couto de Leomil

## Relações familiares
Foi filho de D. Egas Garcia da Fonseca, 2.º senhor do Couto de Leomil e de D. Maior Pais Romeu. Casou com Sancha, de quem teve:
1. Martim Vicente